# 山本結平
山本 結平（やまもと きっぺい、1992年11月2日 - ）は東京都出身のスタイリスト、ファッションモデル、俳優。ホリプロ所属。

## 略歴
中学生の時、雑誌のスナップとしてスカウトされ、そのファッションセンスと癒し系ルックスから業界で注目を浴び事務所入りした。
以来、主に雑誌のファッションアドバイザー、モデル、俳優としても活躍中。

## 人物
- 趣味は、旅行、古着屋めぐり、読書。
- 特技は、サッカー、水泳、ゴルフ、バスケットボール、サーフィン、スノーボード、ピアノ、バイオリン。
- 勉強に関しては、常に学年1位の成績を取り、英検1級、漢検準1級、仏検準1級など、才色兼備である。
- 姉妹が2人いる。また、父親は多数の大企業の経営者であり、後継ぎである。
- 目標とするモデルとして、谷原章介をインタビュー等で挙げている。
- 現在は学校に通うことを条件に事務所と契約していて、元事務所マネージャー金成大介とは事務所移籍前から仲がよい。
- 現在、父親の会社を継ぐために経営学を学んでいる。

### 雑誌
- MEN'S NON-NO（集英社）
- Men's JOKER（ベストセラーズ）
- POPEYE（マガジンハウス）
- HUgE（講談社）
- FINEBOYS（日之出出版）
- smart（宝島社）
- 東京グラフティー（グラフィティマガジンズ）
- CHOKi CHOKi（内外出版社）
- street Jack（ベストセラーズ）
- Samurai magagine ELO（インフォレスト）
- キラリ！（マガジン・マガジン）